# فرانز إرليخ
فرانز إرليخ (بالألمانية: Franz Carl Ehrlich) (و. 1808 – 1886 م) هو جيولوجي، وصيدلي، من النمسا، ولد في فيلز، توفي في لينتز، عن عمر يناهز 78 عاماً.